# Тежкото
Тежкото (на македонска литературна норма: Тешкото) се смята за едно от най-красивите и най-тежки български хора от македонската фолклорна област в ритъм 8/8. За него е писано и говорено много, тъй като представлява важно дело в музикалния фолклор на Македония. Географски и носиите, с които се играе, произхождат от областта Галичник, в планината Бистра.
По принцип произхожда от традицията, когато хора заминават в чужбина на гурбет. Играе се в края на селото, на мястото, където се разделят с близките си преди да поемат пътя към чужбина. С течение на времето прераства в химн не само на гурбетчиите, но и на цялата тежест и горчивина, събрана през вековете на владичество.
Хорото представлява вдъхновение за много творци като поета Блаже Конески, който пише поема, а също така и за композитора Тодор Скаловски. Българският певец Веселин Маринов има песен, наречена „Тежкото хоро“.